# Мельников, Иван Александрович
Иван Алекса́ндрович Ме́льников (21 февраля [4 марта] 1832, Санкт-Петербург ― 25 июня [8 июля] 1906, там же) ― русский оперный певец (бас-баритон), артист Мариинского театра, первый исполнитель роли Бориса Годунова в одноимённой опере Модеста Мусоргского. Солист Его Императорского Величества (1888).

## Биография
Его отец — Александр Петрович Мельников (ум. 1889) — купец, бывший крепостной князя С. М. Голицына. Брат — Александр Александрович Мельников, сенатор (вероятно это Мельников, Александр Александрович). Сестра — Надежда Александровна; её муж — Иван Семёнович Кольцов (ум. 14.02.1908), гостинодворский купец (фирма «Шутов и Кольцов»).

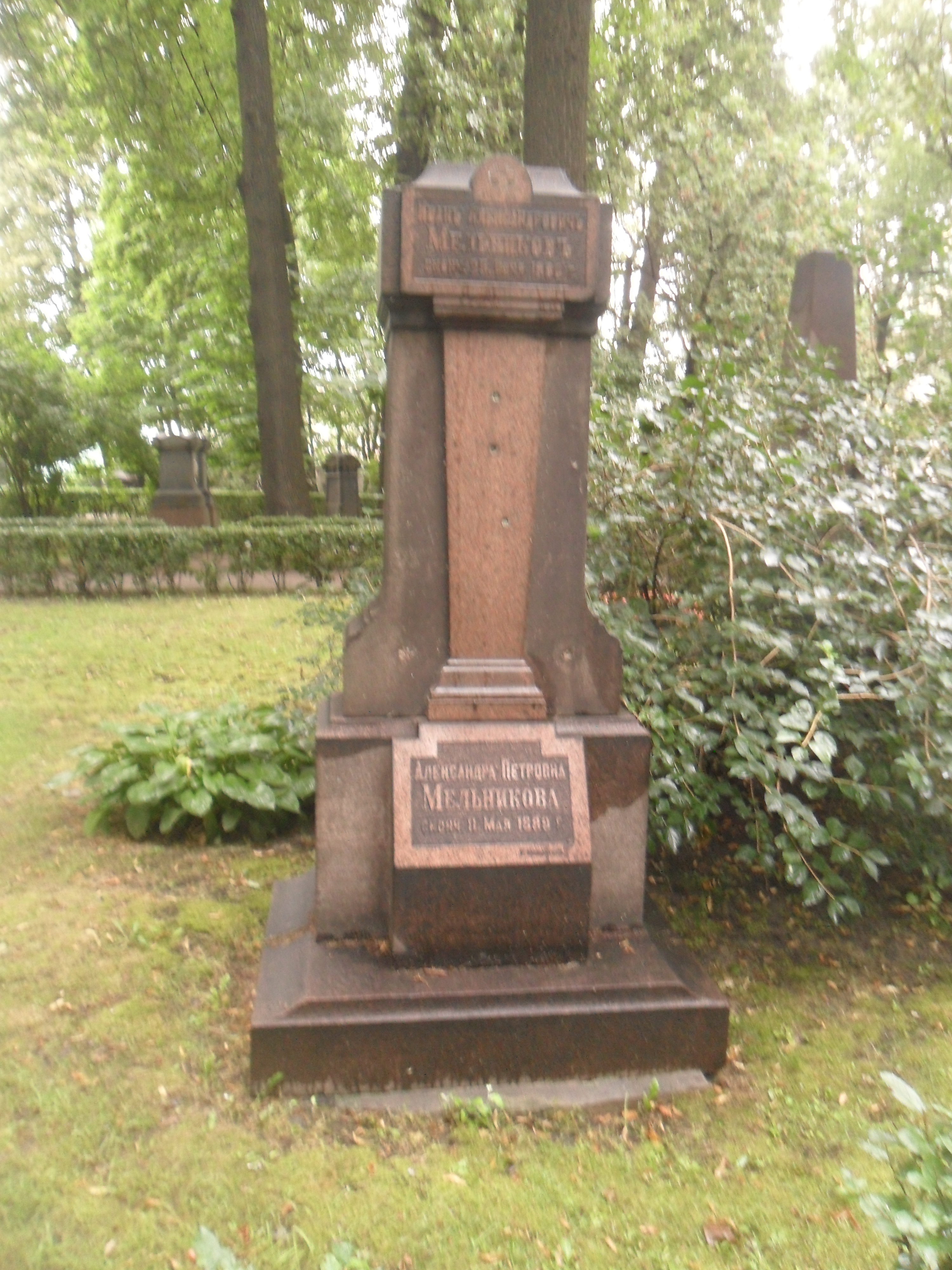
Могила Мельникова в Некрополе мастеров искусств.

В детстве пел в церковном хоре, но на первых порах не собирался связывать жизнь с карьерой певца и по окончании обучения в Коммерческом училище (1843—1850) некоторое время занимался торговлей. C 1861 года начал брать уроки пения у Г. Я. Ломакина; в 1862—1866 годах принимал участие в концертах в пользу Бесплатной музыкальной школы. Затем совершенствовался у П. Репетто в Петербурге, а затем у Э. Репетто в Милане. Дебютировал в 1867 году в Мариинском театре партией Рикардо в опере В. Беллини «Пуритане», и вскоре заслужил славу артиста высочайшего класса. До 1890 года Мельников был солистом Мариинского театра, выступая в русских и зарубежных операх, после чего ушёл со сцены и два года работал в том же театре как режиссёр, затем руководил любительским хором и издавал сборники хоровых сочинений.

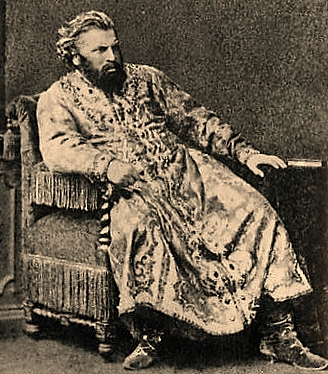

Один из выдающихся представителей русской вокальной школы, Мельников обладал голосом гибким, красивым по тембру, способным выражать как тонкий лиризм, так и драматическую силу. Он участвовал в премьерах почти всех русских опер последней трети XIX века. Среди лучших ролей Мельникова ― Руслан («Руслан и Людмила» Глинки), Мельник («Русалка» Даргомыжского), Борис Годунов (одноимённая опера Мусоргского; первый исполнитель в 1874), Князь Игорь (одноимённая опера Бородина; первый исполнитель в 1890), Амонасро («Аида» Верди), Вольфрам («Тангейзер» Вагнера) и другие. Репертуар И. Мельникова включал 46 партий.
Мельников часто выступал в концертах. Его камерный репертуар включал произведения Ц. Кюи, П. Чайковского, А. Даргомыжского, Н. Римского-Корсакова, А. Рубинштейна, А. Гречанинова.
В 1877—1878 года Мельников был профессором Петербургской консерватории; он организовал «Бесплатный хоровой класс». Среди его учеников: И. Горди, Л. Донской, Е. Конча, Н. Преображенский.
Был похоронен на кладбище Воскресенского Новодевичьего монастыря; в 1930-х годах захоронение было перенесено в Некрополь мастеров искусств Александро-Невской лавры.